# 7e cérémonie des Chicago Film Critics Association Awards
La 7e cérémonie des Chicago Film Critics Association Awards, décernés par la Chicago Film Critics Association a récompensé les films réalisés dans l'année 1994.

## Palmarès
- Meilleur film :
  - Hoop Dreams
- Meilleur réalisateur :
  - Quentin Tarantino pour Pulp Fiction
- Meilleur acteur :
  - Tom Hanks pour Forrest Gump
- Meilleure actrice :
  - Jennifer Jason Leigh pour Mrs. Parker et le Cercle vicieux (Mrs. Parker and the Vicious Circle)
- Meilleur acteur dans un second rôle :
  - Martin Landau pour Ed Wood
- Meilleure actrice dans un second rôle :
  - Dianne Wiest pour Coups de feu sur Broadway (Bullets Over Broadway)
- Acteur le plus prometteur :
  - Hugh Grant pour Quatre mariages et un enterrement (Four Weddings and a Funeral)
- Actrice la plus prometteuse : 
  - Kirsten Dunst pour Entretien avec un vampire (Interview with the Vampire)
- Meilleur scénario :
  - Pulp Fiction – Quentin Tarantino et Roger Avary
- Meilleure musique de film :
  - Le Roi lion (The Lion King)  – Hans Zimmer
- Meilleur film en langue étrangère :
  - Trois couleurs : Rouge •  France  Pologne  Suisse